# Горшковский Выселок
Горшковский Выселок — деревня в составе Уинского муниципального округа в Пермском крае.

## Географическое положение
Деревня расположена в южной части округа на расстоянии примерно 11 километров на юго-восток по прямой от села Уинское.

## Климат
Климат умеренно-континентальный. Зима продолжительная, снежная. Средняя температура января −17 °C. Лето умеренно-тёплое. Самый тёплый месяц — июль. Средняя температура июля +25 °C. Образование устойчивого снежного покрова происходит в среднем во второй декаде ноября, продолжительность снежного покрова — 170 дней. Средняя из наибольших декадных высот снежного покрова за зиму составляет 59 сантиметров. Почва промерзает в среднем на глубину 68-76 сантиметров. Разрушение устойчивого снежного покрова приходится на конец второй декады апреля. Годовая сумма осадков составляет в среднем 557 миллиметров.

## История
Известна с 1883 году как выселок Горшков, названный по фамилии поселенца. Деревня до 2019 года входила в состав Уинского сельского поселения Уинского района. После упразднения обоих последних муниципальных образований входит непосредственно в состав Уинского муниципального округа.

## Население
Постоянное население составляло 21 человек в 2002 году (100 % русские), 3 человека в 2010 году.